# La Trobe University
Die La Trobe University ist eine Universität in Melbourne im australischen Bundesstaat Victoria.
Gegründet wurde die La Trobe im Jahr 1967 als dritte Universität in Victoria; Namensgeber ist der erste Gouverneur von Victoria Charles La Trobe. Neben dem Hauptstandort in Bundoora, einem Stadtteil von Melbourne, gibt es Standorte in der Doppelstadt Albury-Wodonga, Beechworth, Bendigo, Mildura, Melbourne City und Shepparton.

## Zahlen zu den Studierenden
2020 waren 37.103 Studierende an der La Trobe University eingeschrieben (2016: 37.053, 2017: 38.609, 2018: 39.265, 2019: 38.877). 28.042 davon (75,6 %) hatten noch keinen ersten Abschluss, 27.558 davon waren Bachelorstudenten. 8.541 (23,0 %) hatten bereits einen ersten Abschluss und 1.544 davon arbeiteten in der Forschung.

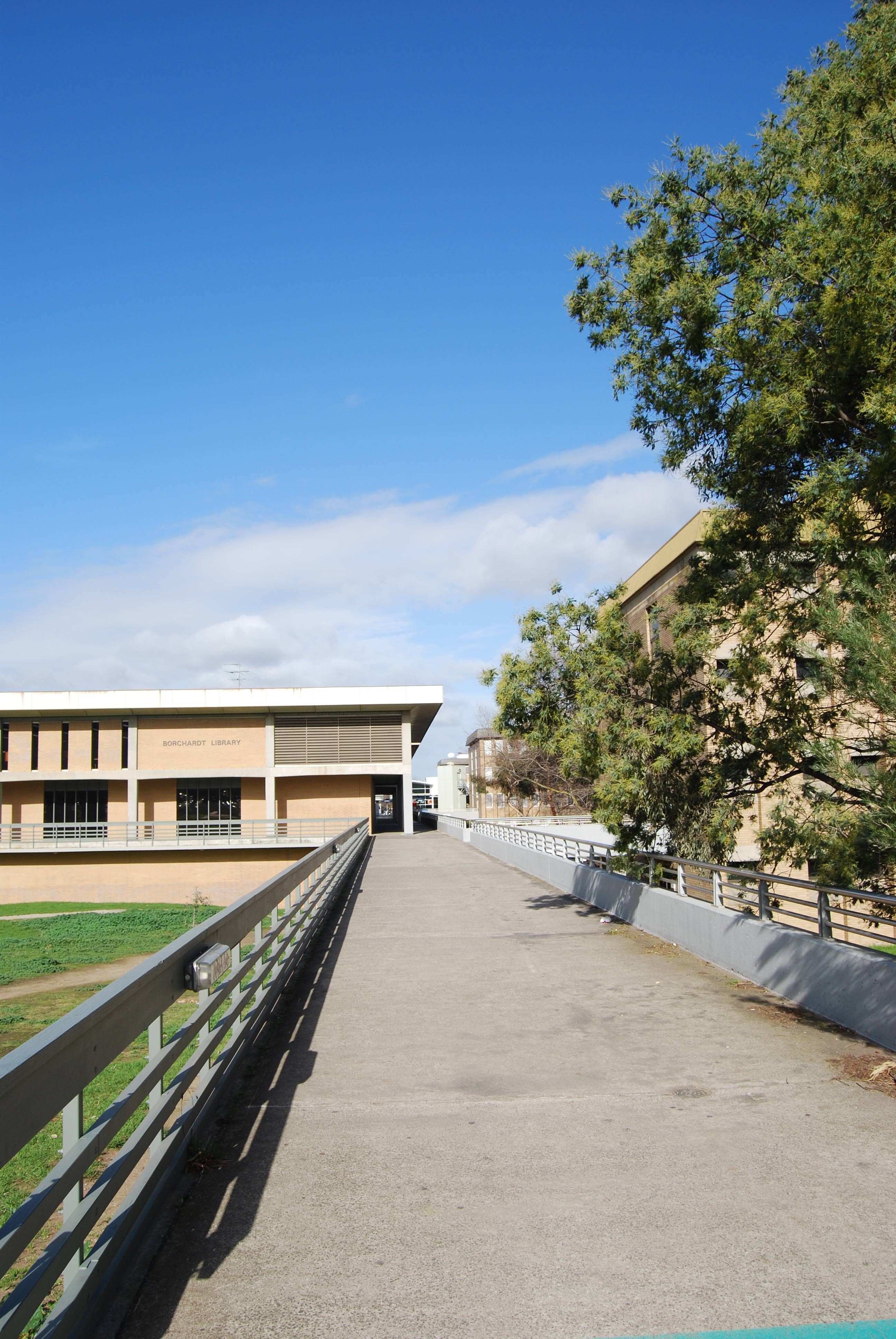
Die Borchardt Library auf dem Bundoora Campus in Melbourne

## Fakultäten
- Bildung
- Gesundheitswissenschaften
- Geistes- und Sozialwissenschaften
- Rechtswissenschaften und Management
- Natur- und Ingenieurwissenschaften, sowie Technologie

## Borchardt Library
Die Borchardt Library auf dem Bundoora Campus in Melbourne trägt den Namen von Dietrich Hans Borchardt (1916–1997), der als Jude aus Deutschland emigrieren musste. Er flüchte zuerst in Deutschland benachbarte Länder und musste 1939 Italien wegen der dortigen Rassengesetzgebung verlassen. Dank eines Visums konnte er im Juni 1939 nach Neuseeland einreisen und an der Victoria University of Wellington und an der New Zealand Library School studieren. Seine erste Anstellung führte ihn an die Otago University, bevor er 1950 stellvertretender und drei Jahre später Leiter der Universitätsbibliothek an der University of Tasmania wurde. 1965 folgte seine Berufung zum Gründungsdirektor der Bibliothek an der La Trobe. Deren Leiter blieb er bis zu seiner Pensionierung im Jahre 1981. Über die Gründung der Bibliothek verfasste er den Aufsatz Establishing the La Trobe University Library.